# Exéquias papais

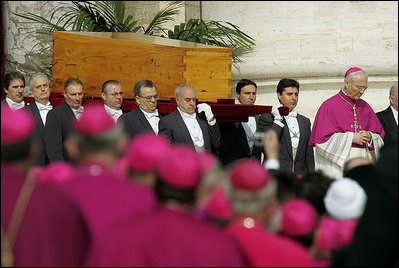
Funeral de João Paulo II, abril de 2005

As exéquias papais são um conjunto de cerimônias fúnebres católicas previstas com a eventual morte do Sumo Pontífice e que seguem um regulamento incluído nas normas vaticanas, com alguns aspectos que têm séculos de história e outros mais recentes, e prescrevem um luto oficial de nove dias conhecido como "novemdiales".

## Ritos previstos
Não antes de quatro dias nem além de seis, o papa morto deve ser enterrado na cripta da Basílica de São Pedro e, a não ser que o Pontífice tenha afirmado outra coisa em seu testamento, o Colégio Cardinalício se encarrega de realizar as exéquias. Estas cerimônias constam do capítulo V da constituição apostólica Universi Dominici Gregis, promulgada por João Paulo II em 1996.
"Depois da morte do Romano Pontífice, os cardeais celebrarão as exéquias em sufrágio de sua alma durante nove dias consecutivos, segundo o Ordo Exsequiarum Romani Pontificis, cujas normas serão cumpridas fielmente", diz o texto constitucional em seu artigo 27.
O rito que rodeia a morte de um papa prevê que um cardeal que pode confessar e absolver em nome do pontífice, o Penitenciário Maior, o vista com os hábitos pontifícios para a realização do enterro.

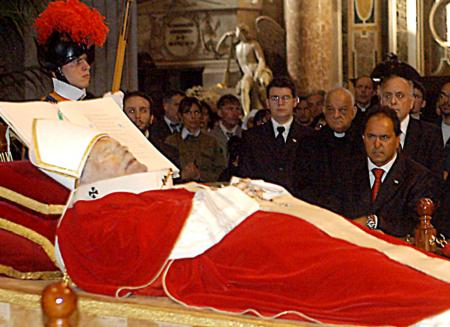
Corpo do Papa João Paulo II, devidamente paramentado para o sepultamento

Vestido com uma casula e sapatos vermelhos (a cor do luto papal), trazendo consigo uma mitra branca, a férula e o pálio de seu pontificado, o corpo do papa é depositado num catafalco, em uma das salas do Palácio Vaticano. Dali, ele é levado para a Basílica de São Pedro e exposto diante do Altar da Confissão para ali receber a homenagem dos fiéis, antes da celebração do solene funeral.
O camerlengo, administrador apostólico da sede vacante, deve velar para que não sejam feitas imagens do Papa "se ele não estiver vestido com os paramentos pontifícios".
O mesmo cardeal é quem tem de assumir a tarefa de destruição do Anel do Pescador, utilizado como selo que dá autenticidade aos documentos papais, tem gravado o nome do Papa que o usa e leva em relevo a figura de São Pedro, pescando no barco.
O papa é enterrado com outro anel, de uso habitual e de ouro, liso ou com algum camafeu ou pedra preciosa trabalhada, que leva na mão direita. Além disso, e junto ao cadáver, são depositadas três bolsas vermelhas com as moedas de ouro, prata e cobre cunhadas durante seu pontificado.
Antes do fechamento do ataúde, que acontece na Basílica de São Pedro, é posto dentro dele um pergaminho conhecido como rogito, no qual vai escrita em latim uma relação dos fatos mais destacados do pontificado. Um véu branco também é colocado sobre o rosto do papa.
Antes do sepultamento, o corpo do papa é depositado dentro de três ataúdes, um dentro de outro. O externo é de madeira de olmo polido, o do meio é de chumbo, e o interno é de madeira de cipreste, considerada incorruptível e forrado em veludo carmesim.
Posteriormente, os ataúdes de cipreste e de chumbo são lacrados após serem fechados com cordões de seda roxos, cujos extremos são unidos com uma cera derretida em que o Cardeal Camerlengo imprime os selos da celebração no ataúde, este que também traz o escudo de armas do pontífice.
Finalmente é competência, também do Cardeal Camerlengo, que "depois da sepultura do Pontífice Máximo e durante a eleição do novo papa não seja habitada nenhuma parte do apartamento privado papal".

## Sepultamento
Os Papas são enterrados tradicionalmente na Basílica de São Pedro, salvo que o Pontífice em seu testamento estabeleça outro lugar. A Basílica de São Pedro é o maior templo da Cristandade e está situada no Vaticano, em Roma, na margem direita do rio Tibre. No entanto, há Papas enterrados na Catacumba de Calisto, assim como em diversas igrejas de Roma e da Itália. Locais de sepultamento também abrangem a cidade francesa de Avinhão, antiga sede papado fora de Roma, e a Catedral de Bamberg, na Alemanha, que abriga o túmulo de Clemente II.
Em seu solo e capelas laterais repousam os restos de vários pontífices, além dos mausoléus ou monumentos funerários que acolhem restos mortais de Papas da cristandade, como os de Inocêncio III, Urbano VIII e Clemente XIII.

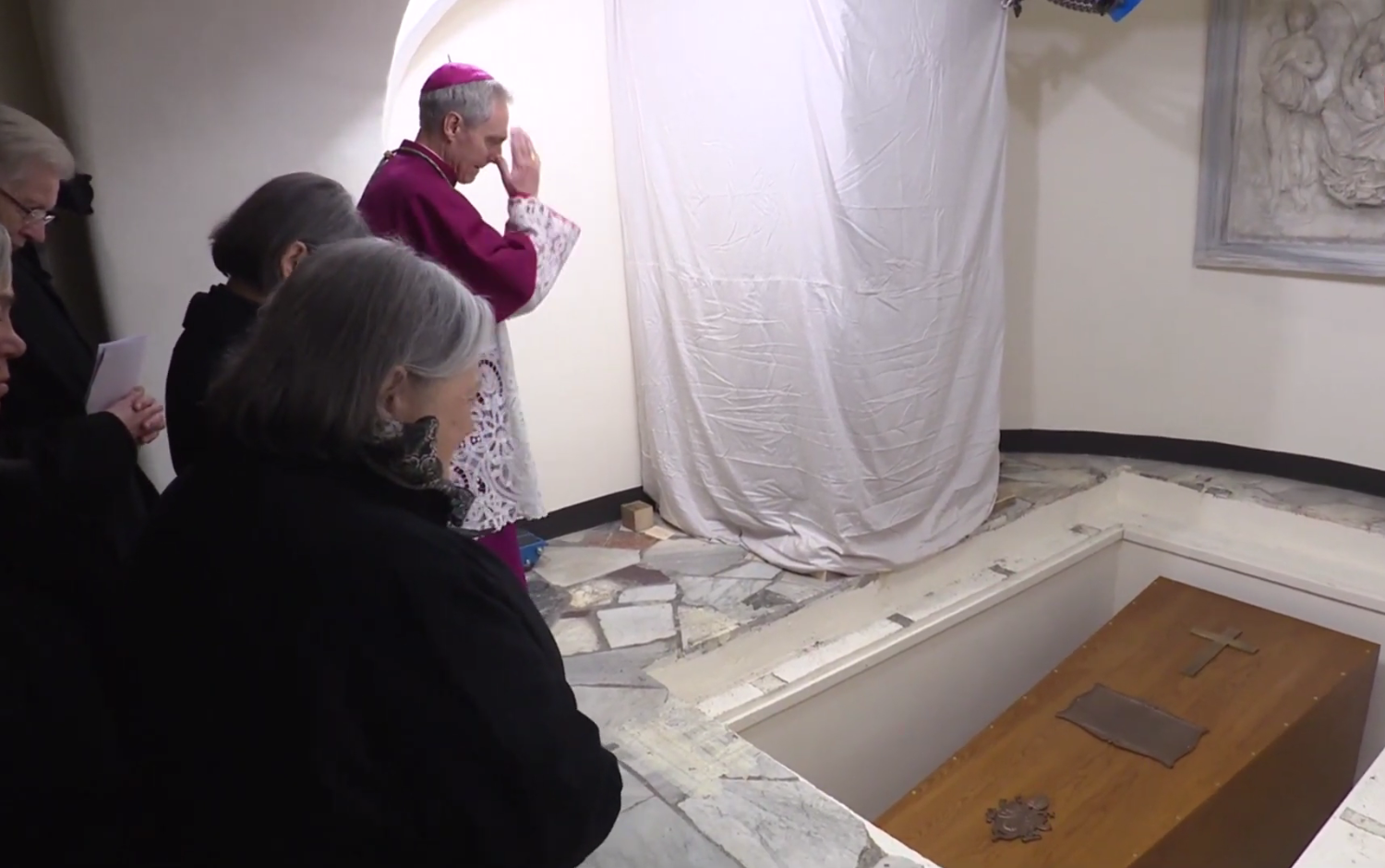
Tumulação do caixão de Bento XVI nas grutas do Vaticano

Já na cripta vaticana estão já sepultados mais de cem Papas, entre eles os de São Pedro, o primeiro Pontífice da cristandade, assim como Bento XV, Pio XII, Pio XII, Paulo VI, João Paulo I, e outros muitos papas da história da Igreja. No ano de 2001, o corpo de João XXIII foi transferido da cripta para uma capela ao térreo da basílica vaticana. Em 2011, o corpo de João Paulo II também foi movido por ocasião de sua beatificação. O último papa a ser sepultado na cripta é Bento XVI, após seu funeral ser celebrado em 5 janeiro de 2023.
Em 2024, o Papa Francisco reformulou as normas que dizem respeito ao funeral pontifício, tornando-os mais simples. Normas que dizem respeito a constatação imediata da morte de um papa, a exibição do corpo e a necessidade de três caixões para o sepultamento foram revistas. Também ressalta a possibilidade de um enterro fora da Basílica de São Pedro, como em seu caso onde ele expressou seu desejo de ser sepultado na Basílica de Santa Maria Maior, algo que não é visto desde o ano 1903 com a morte e o sepultamento de Leão XIII na Arquibasílica de São João de Latrão.